# Documento sulla fratellanza umana
(Il Documento di Abu Dhabi, le religioni e la convivenza, Avvenire, 3 febbraio 2024)
Il Documento sulla fratellanza umana per la pace mondiale e la convivenza comune, noto anche come Dichiarazione di Abu Dhabi, è un accordo siglato il 4 febbraio 2019 da papa Francesco e dal Grande Imam di al-Azhar Ahmad al-Tayyib.

## Contesto
Il 23 maggio 2016 ebbe luogo in Vaticano un incontro storico fra papa Francesco e Ahmad al-Tayyib, rispettivamente le due massime autorità del cattolicesimo e dell'islam sunnita. L'idea del documento nacque durante un pranzo di lavoro fra i due leader religiosi e i rispettivi segretari; dopo uno scambio ripetuto di bozze, si pervenne alla versione finale che fu a sua volta alla base dell'enciclica Fratelli tutti.
A questo incontro seguì, il 28 aprile 2017, la visita di papa Francesco all'Università al-Azhar.
Il 4 febbraio 2019 i due leader religiosi si incontrarono nuovamente ad Abu Dhabi per siglare il Documento sulla fratellanza umana per la pace mondiale e la convivenza comune. Fu il primo viaggio di un Sommo Pontefice nella penisola arabica. Il decimo giorno ebbe luogo una Messa molto partecipata dalla comunità cristiana dei lavoratori immigrati.
La diplomazia degli Emirati Arabi, che aveva assunto l'iniziativa di invitare il Papa, prese le distanze dalla politica del Qatar che dava asilo alle autorità dei Fratelli musulmani e dall'Arabia Saudita che dava sostegno alle dottrine wahabite.
Più in generale, la dichiarazione emergeva nel contesto di una rinascita dei movimenti terroristici, come Al-Qaeda negli anni Duemila e Daesh negli anni 2010, fatti che resero sempre più popolari in Occidente le teorie dello scontro di civiltà.
Il documento è uno sviluppo del Concilio Vaticano II, che affonda le sue radici nella costituzione apostolica Gaudium et spes.

## Concetti di base
I firmatari invitano i leader mondiali a fare tutto il possibile per diffondere una cultura di tolleranza e pace, richiamandoli ad intervenire al più presto per prevenire lo spargimento di sangue innocente e per porre fine a guerre, conflitti, degrado ambientale e degrado morale e culturale che il mondo sta attualmente sperimentando. Pace, giustizia, bontà, bellezza e fratellanza sono ancore di salvezza per tutti gli uomini.
Il documento di cinque pagine afferma che il terrorismo è una minaccia per la sicurezza delle persone in tutto il mondo la cui presunta giustificazione è dovuta a interpretazioni errate dei testi religiosi, che non dovrebbero essere ulteriormente strumentalizzati. Anche i politici sono corresponsabili del declino culturale quando portano avanti i loro piani che fanno leva sulla fame, la povertà, l'ingiustizia, l'oppressione e la superbia.

## Contenuto
Ahmad al-Tayyib e papa Francesco dichiarano «di adottare la cultura del dialogo come percorso, la collaborazione comune come condotta, la conoscenza reciproca come metodo e criterio». In particolare, si impegnano ad un approccio comune in tema di:
- rifiuto del terrorismo in nome della religione: «Dio, l'Onnipotente, non ha bisogno di essere difeso da nessuno»;
- rifiuto della discriminazione in nome della religione, in particolare attraverso l'uso del concetto di "minoranza", che intrinsecamente invita alla segregazione e che deve essere sostituito dal concetto di "piena cittadinanza";
- uno scambio reciproco Oriente-Occidente (ricchezze spirituali vs il progresso materiale e socio-politico). Ciò avviene mediante il rifiuto dell'individualismo contemporaneo, nella rivalutazione della famiglia e della fraternità universale;
- dialogo tra credenti (cristiani e musulmani): «il dialogo tra credenti consiste nell'incontro nell'enorme spazio dei comuni valori spirituali, umani e sociali […]; consiste anche nell'evitare discussioni inutili».

## Dettagli
Il documento suggerisce una concatenazione causale che sta alla base dell'estremismo nazionalista e religioso: "un deterioramento morale" nell'azione internazionale e un "indebolimento dei valori spirituali" che provoca "frustrazione, isolamento e disperazione", inducendo taluni a cadere all'interno di un "vortice […] di estremismo", talaltri ad una "autodistruzione individuale o collettiva".
Il corpo del documento dedica una sezione a ciascuno dei seguenti valori:
- «pace»;
- «libertà di […] ogni persona»;
- «giustizia basata sulla misericordia»;
- dialogo, l fine di promuovere la «pace» e la «tolleranza», notando che il dialogo tra i credenti vuole che si evitino «inutili discussioni»;
- la «protezione dei luoghi di culto»;
- la necessità di «interrompere il sostegno ai movimenti terroristici», con una particolare menzione del «rifornimento di denaro, di armi, di piani o giustificazioni e anche la copertura mediatica»;
- la «piena cittadinanza»;
- «il rapporto tra Occidente e Oriente»;
- il «diritto della donna»;
- la «tutela dei diritti fondamentali dei bambini»;
- la «protezione dei diritti degli anziani, dei deboli, dei disabili e degli oppressi».

## Dopo la dichiarazione
Per conseguire gli obbiettivi del documento, il 20 agosto 2019 è stato creato ad Abu Dhabi l'Alto Comitato per la Fratellanza Umana, formato da cristiani, musulmani ed ebrei.
A valle della stipula del documento, è stata progettata l'apertura sull'isola di Saadiyat, ad Abu Dhabi, di una Casa della Famiglia Abramitica, che ospiterà una moschea, una chiesa, una sinagoga e un centro educativo.
I principi di compassione e solidarietà umana racchiusi in questo testo sono gli stessi che in seguito hanno ispirato la risoluzione che ha istituito il 4 febbraio come Giornata Internazionale della Fratellanza Umana, come ha affermato in diverse occasioni il Segretario Generale delle Nazioni Unite, António Guterres.
Il Papa ha consegnato una copia del documento a ogni leader politico incontrato fino al 2024.

## Accoglienza
Poco tempo dopo la stesura del documento, la Gran Loggia di Spagna invitava "tutti i massoni del mondo a unirsi alla petizione di Papa Francesco per la fratellanza tra persone di diverse religioni". Anche il Grande Oriente d'Italia sottolineò i punti di convergenza dell'enciclica: la fraternità di tutti, la pari dignità dell'uomo in quanto creatura di Dio, il valore della diversità contro la globalizzazione omologante, il trinomio libertà-uguaglianza-fratellanza scritto ad Oriente di tutti i templi, la ricchezza dell'immigrazione, la contrarietà alla pena di morte e all'ergastolo (definito una "pena di morte nascosta").
Chad Pecknold, docente di teologia sistematica alla Catholic University of America ha dichiarato:
(Chad Pecknold, 10 febbraio 2019)
Mons. Athanasius Schneider ha aggiunto che Bergoglio faceva riferimento alla "volontà permissiva di Dio".
Il 10 giugno 2019 i cardinali Raymond Leo Burke e Jānis Pujats, gli arcivescovi Tomasz Peta e Jan Paweł Lenga, e il vescovo Schneider pubblicarono una Dichiarazione di Verità suddivisa in quaranta punti, che affermava che "la religione nata dalla fede in Gesù Cristo" è l'"unica religione positivamente voluta da Dio".